# Gerichtsbezirk Gmunden
Der Gerichtsbezirk Gmunden ist ein dem Bezirksgericht Gmunden unterstehender Gerichtsbezirk im politischen Bezirk Gmunden (Bundesland Oberösterreich).

## Geschichte
Der Gerichtsbezirk Gmunden wurde gemeinsam mit 46 anderen Gerichtsbezirke in Oberösterreich durch einen Erlass des k. k. Oberlandesgerichtes Linz am 4. Juli 1850 geschaffen und umfasste ursprünglich die 57 Steuergemeinden Adelhaming, Altmünster, Diethaming, Dorf, Eben, Ebenzweyer, Edt, Eggenberg, Ehrendorf, Ehrenfeld, Einsiedling, Feichtenberg, Feldham, Gmunden, Gmundnerberg, Grasberg, Grünau, Gschwandt, Hafendorf, Hörbach, Kaltenmarkt, Kampesberg, Kirchham, Kogl, Kranabeth, Krottendorf, Kufhaus, Laakirchen, Lederau, Messenbach, Moos, Moosham, Mühlbach, Mühlbachberg, Mühldorf, Mühltal, Nach dem See, Nathal, Neukirchen, Oberndorf, Oberweis, Oelling, Ohlsdorf, Orth, Pinsdorf, Reindlmühl, Riedham, Schlagen, Schweigthal, Stötten, Teuerwand, Traundorf, Traunkirchen, Traunstein, Vichtwang, Vorchdorf und Winkl.
Der Gerichtsbezirk bildete im Zuge der Trennung der politischen von der judikativen Verwaltung ab 1868 gemeinsam mit dem Gerichtsbezirk Ischl den Bezirk Gmunden. Durch Gemeindezusammenlegungen reduzierte sich die Anzahl der Gemeinden nach und nach auf nur noch 13 Gemeinden.
Nach dem Zweiten Weltkrieg erfolgte durch Verfügung des Präsidiums des Oberlandesgerichtes Linz vom 7. Dezember 1945 die offizielle Wiederaufnahme des Gerichtsbetriebes. Die Wiedereröffnung im Rahmen eines Festaktes geschah in Gmunden am 14. Dezember 1945. In den Angelegenheiten des Arbeitsrechts waren von 1950 bis 1986 die Bezirksgerichtssprengel Gmunden, Mondsee und Bad Ischl dem Arbeitsgericht am Bezirksgericht Bad Ischl zugeordnet.

## Gerichtssprengel
Der Gerichtssprengel umfasst mit den 13 Gemeinden Altmünster, Gmunden, Grünau im Almtal, Gschwandt, Kirchham, Laakirchen, Ohlsdorf, Pinsdorf, Roitham am Traunfall, St. Konrad, Scharnstein, Traunkirchen, Vorchdorf den nördlichen Teil des politischen Bezirks Gmunden.